# Miguel Skrobot
Miguel Skrobot (ur. 1873 w Warszawie, zm. 20 lutego 1912 w Kurytyba, Brazylia) – brazylijski przedsiębiorca pochodzenia polskiego.

## Życiorys
Urodził się w 1873 w Warszawie jako Michał Skrobot, syn Józefa Skrobota i jego żony Róży. W wieku 18 lat wyemigrował do Brazylii i osiadł w Kurytybie, gdzie zajmował się handlem. Ożenił się z Marią Pansardi, która urodziła się w Tibagi, w stanie Paraná, w rodzinie włoskich imigrantów, mieli troje dzieci. Skrobot założył i prowadził palarnię kawy napędzaną parą, kawa była następnie mechanicznie mielona, pakowana i sprzedawana pod marką "Rio Branco". Zakład znajdował się w miejscu, gdzie dziś stoi plac Praça Zacarias (plac położony w centrum Kurytyby). Miguel Skrobot był także właścicielem sklepu spożywczego w pobliżu Praça Tiradentes (także placu w centrum Kurytyby, gdzie powstało centrum miasta). Zmarł w wieku 39 lat.